# 吉浜人形
吉浜人形株式会社（よしはまにんぎょう、英: Yoshihama Ningyou Co.Ltd.）は、愛知県高浜市に本社を置く人形店。愛知県最大規模の雛人形・五月人形の専門店である。社名は創業地である碧海郡吉浜村に由来する。
経営理念はサトウハチローの「うれしいひなまつり」に由来する「うれしい」。愛知県を商圏とし、育児誌『はじめてのひな祭り』を出版するなど、親子の絆が原点である節句文化の啓蒙に精力的に活動している。写真館である「創寫舘」と提携したり、観光施設として紫峰人形美術館（2017年閉館）を運営している。また周辺の町並みは吉浜細工人形の町「人形小路」として整備されている。

## 歴史

### 概要
高浜市の吉浜地区は江戸時代から続く細工人形の産地であり、1964年（昭和39年）には「吉浜の細工人形つくり」が愛知県無形文化財に指定されている。全国各地で菊人形の制作に携わっている人形師や菊師には吉浜ゆかりの者が多いという。吉浜の人形師だった花雲斎紫峰（神谷留次）は、1940年（昭和15年）に創業した。
1959年（昭和34年）には法人化を行い、どんぶり勘定の経営から脱却した。高度経済成長期には国内の人形需要が拡大し、1970年代には第二次ベビーブームの波に乗って多店舗展開に着手した。1974年（昭和49年）には豊川市に支店1号店となる豊川店を開設し、その後は岡崎市や豊田市にも支店を開設した。若尾文子や竹下景子などをイメージタレントとしたテレビCMを放送して話題を集めた。
その後は国内需要が縮小に向かい、2000年代前半には量販店向けOEM生産が売上の約5割を占めるようになった。後に社長に就任する専務の神谷毅は「人形屋から節句事業屋への意識改革」を掲げ、2007年（平成19年）頃には量販店向けOEM生産から撤退し、直販店の販売に力を入れた。2014年（平成26年）4月には本社の隣接地に吉浜さんさん保育園を開園させた。

### 年表
- 1940年（昭和15年） - 人形師の花雲斎紫峰（神谷留次）が創業[3]。
- 1959年（昭和34年） - 愛知県碧海郡高浜町（現：高浜市）にて神谷人形株式会社として資本金100万円で法人化。
- 1959年（昭和34年） - 節句人形小売部門として屋号「吉浜人形センター」を開設。
- 1960年（昭和35年） - 皇太子ご成婚に際し宮様人形を献上。
- 1961年（昭和36年） - 第1社屋建設。
- 1963年（昭和38年） - 植物性樹脂による人形頭の製法を確立。
- 1966年（昭和41年） - 資本金を400万円に増資。
- 1968年（昭和43年） - 資本金を1000万円に増資。
- 1969年（昭和44年） - 資本金を2000万円に増資。
- 1973年（昭和48年） - 本社・本店ビル建設、資本金を4000万円に増資。
- 1974年（昭和49年） - 支店1号店となる豊川支店を開設[3]。屋号を「吉浜人形」と改称、イメージタレントとして若尾文子と契約。
- 1975年（昭和50年） - 岡崎支店を開設。社歌「吉浜人形音頭」を島倉千代子により製作。
- 1976年（昭和51年） - 豊田支店を開設。
- 1978年（昭和53年） - FC店松阪店を開店。
- 1979年（昭和54年） - FC店沼津店を開店。
- 1981年（昭和56年） - 紫峰人形美術館開館。
- 1984年（昭和59年） - 代表取締役に神谷孝一就任。
- 1985年（昭和60年） - 春日井店開設、イメージタレントとして竹下景子と契約。
- 1998年（平成10年） - 配送部門として株式会社吉浜人形工房を設立。
- 2007年（平成19年） - 神谷人形株式会社を株式会社吉浜人形へと社名変更、株式会社吉浜人形工房を合併。
- 2007年（平成19年） - 「うれしいひな祭り」をイメージソングとして起用。
- 2009年（平成21年） - 代表取締役に神谷毅就任。
- 2010年（平成22年） - 「五月人形の行進」をイメージソングとして起用。
- 2012年（平成24年） - 紫峰人形美術館を本店ビルに移設。
- 2014年（平成26年）4月 - 吉浜さんさん保育園を開園。
- 2017年（平成29年） - 本店をリニューアル。同時に紫峰人形美術館を閉館。岡崎店と豊田メグリアハートプラザ店を閉店。
- 2022年（令和4年）
  - 株式会社吉浜人形から事業会社として分割し吉浜人形株式会社（法人番号9180301036188）が承継。
  - 6月1日 - 株式会社吉浜人形（法人番号4180301015709）が紫峰株式会社に商号変更。

## 店舗など

### 店舗
- 本店（愛知県高浜市）
- 豊川店（愛知県豊川市）
- 春日井店（愛知県春日井市）
- 松阪卸センター店（FC店舗、三重県松阪市）

### 保育園
- 吉浜さんさん保育園（愛知県高浜市）

## テレビコマーシャル
イメージタレントとして若尾文子、竹下景子を起用したテレビコマーシャルを展開している。2007年より「うれしいひな祭り」をイメージソングとし、一般顧客による自然な「うれしいひな祭り」の風景をオンエアしている。さらに2010年には「五月人形の行進」をイメージソングで、兜と鎧を身に付けた男の子達がお城をバックに行進する風景をオンエア。主に愛知県のローカル局にてオンエアされる。また一部ラジオ局にもオンエアされている。